# Букан (шахрестан)
Бокан (перс. شهرستان بوکان) — один з шахрестанів іранської провінції Західний Азербайджан. Адміністративний центр — місто Букан. В адміністративному відношенні поділяється на райони (бахши):
- Меркез (центральний) (перс. بخش مرکزی شهرستان بوکان)
- Сімін (перс. بخش سیمینه)

До складу шахрестану Бокан входять 2 міста: Бокан і Сімін.

## Населення
За даними перепису 2006 року населення шахрестана становило 202 637 осіб (101 430 чоловіків і 101 207 жінок). На території проживало 42 313 сімей. Рівень грамотності населення становив 68,55 %.